# Rotulidae
Famille
Synonymes
- Rotulina Durham, 1955[1]

Les Rotulidae sont une famille d'oursins Clypéastéroïdes (en anglais, sand dollars), caractérisés par des excroissances prononcées sur la moitié postérieure.

## Caractéristiques

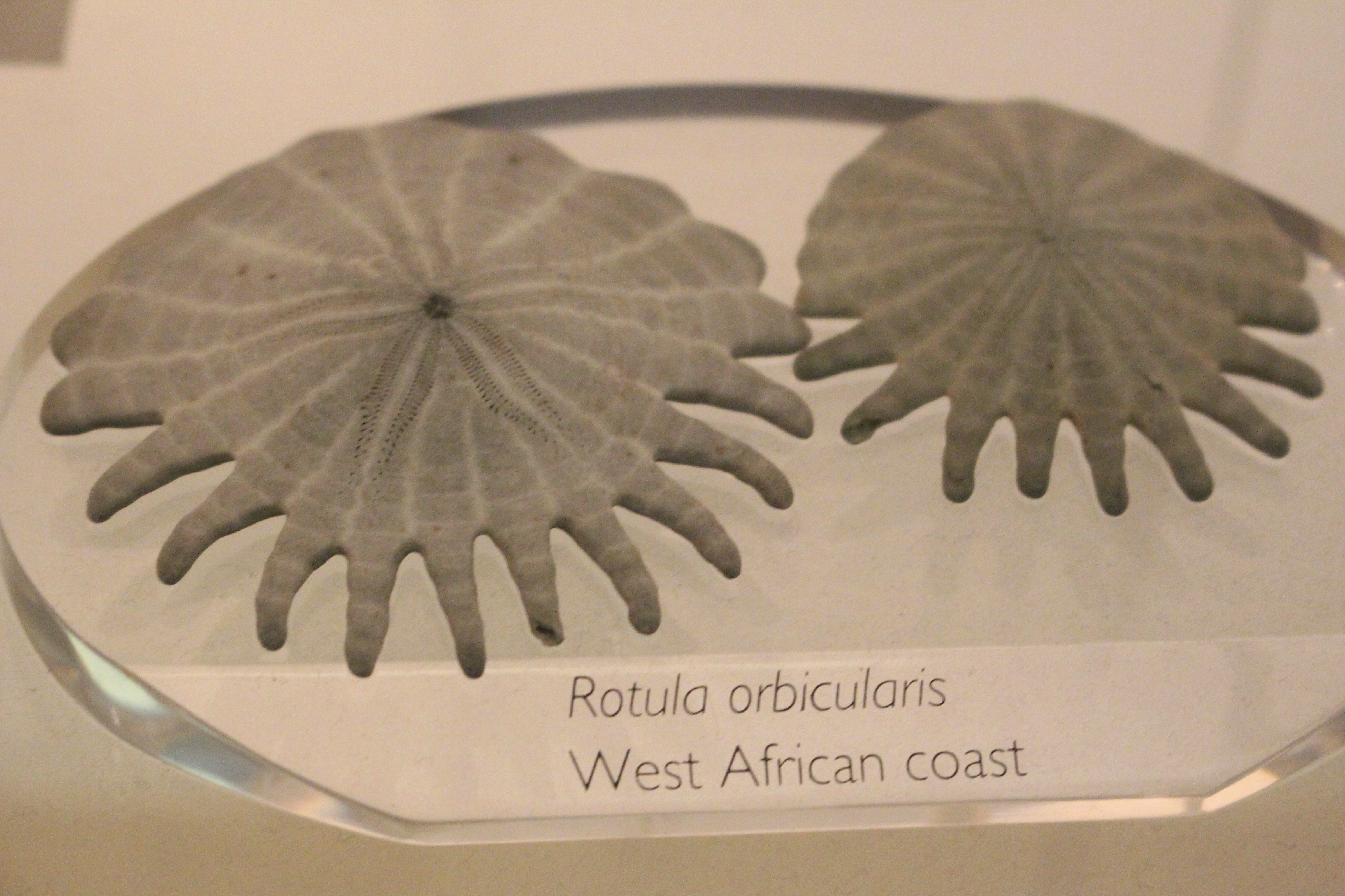
Heliophora orbiculus (sous un synonyme obsolète).

Ce sont des oursins plats, de forme arrondie avec un test (coquille) couvert de radioles (piquants) fines et courtes formant un tapis permettant la progression dans le sable. Cette famille est caractérisée par son test extrêmement découpé par des encoches (et parfois des perforations allongées appelées lunules), formant sur la moitié postérieure des excroissances souvent longues et nombreuses, bien caractéristiques. Les spécimens morts ou fossiles laissent apparaître une grande « fleur » de pores ambulacraires sur leur face supérieure, formée de deux lignes de pores. La bouche est très réduite, et la lanterne d'Aristote (appareil masticateur) est modifiée en « moulin à sable » plat.
On distingue les trois principaux genres par leur morphotype : les Rotuloidea (ovales sur le dessin), les Rotula (ceux portant des trous, les « lunules ») et les Heliophora (ceux aux longues extensions, sans lunules).
Cette famille semble être apparue au Miocène, et s'est répandue principalement sur les côtes d'Afrique de l'Ouest. On n'en connaît plus que deux espèces vivantes actuellement.

### Caractéristiques squelettiques
Ces espèces présentent les caractéristiques suivantes :
- un test renforcé par des contreforts internes pouvant être simples ou complexes ;
- un périprocte situé sur la face orale, derrière la bouche ;
- des zones interambulacraires se terminant adapicalement en séries de petites plaques, unisériées ;
- un disque basicoronal pourvu de premières plaques interambulacraires réduites et internalisées, ce qui fait que le premier cercle de plaques entourant le péristome est composé de dix plaques ambulacraires et de dix interambulacraires ;
- des sillons nutritifs présents et ramifiés, mais sans arête en projection perradiale vers le péristome ;
- un disque apical pentagonal, avec des pointes en position radiale ;
- des radioles miliaires se terminant en couronne, sans sac glandulaire[4].

## Liste des genres
Selon World Register of Marine Species (14 mai 2014) :
- genre Fibulariella Mortensen, 1948b
  - Fibulariella acuta (Yoshiwara, 1898)
  - Fibulariella angulipora (Mortensen, 1948)
  - Fibulariella oblonga (Gray, 1851)
  - Fibulariella volva (L. Agassiz in L. Agassiz & Desor, 1847a)
- genre Heliophora L. Agassiz, 1840a
  - Heliophora orbiculus (Linnaeus, 1758)
- genre Rotula Schumacher, 1817
  - Rotula deciesdigitatus (Leske, 1778)
- genre Rotuloidea Etheridge, 1872 †
  - Rotuloidea fimbriata Etheridge, 1872 †
  - Rotuloidea vieirai Dartevelle, 1953b †

## Galerie

Fibularia oblonga
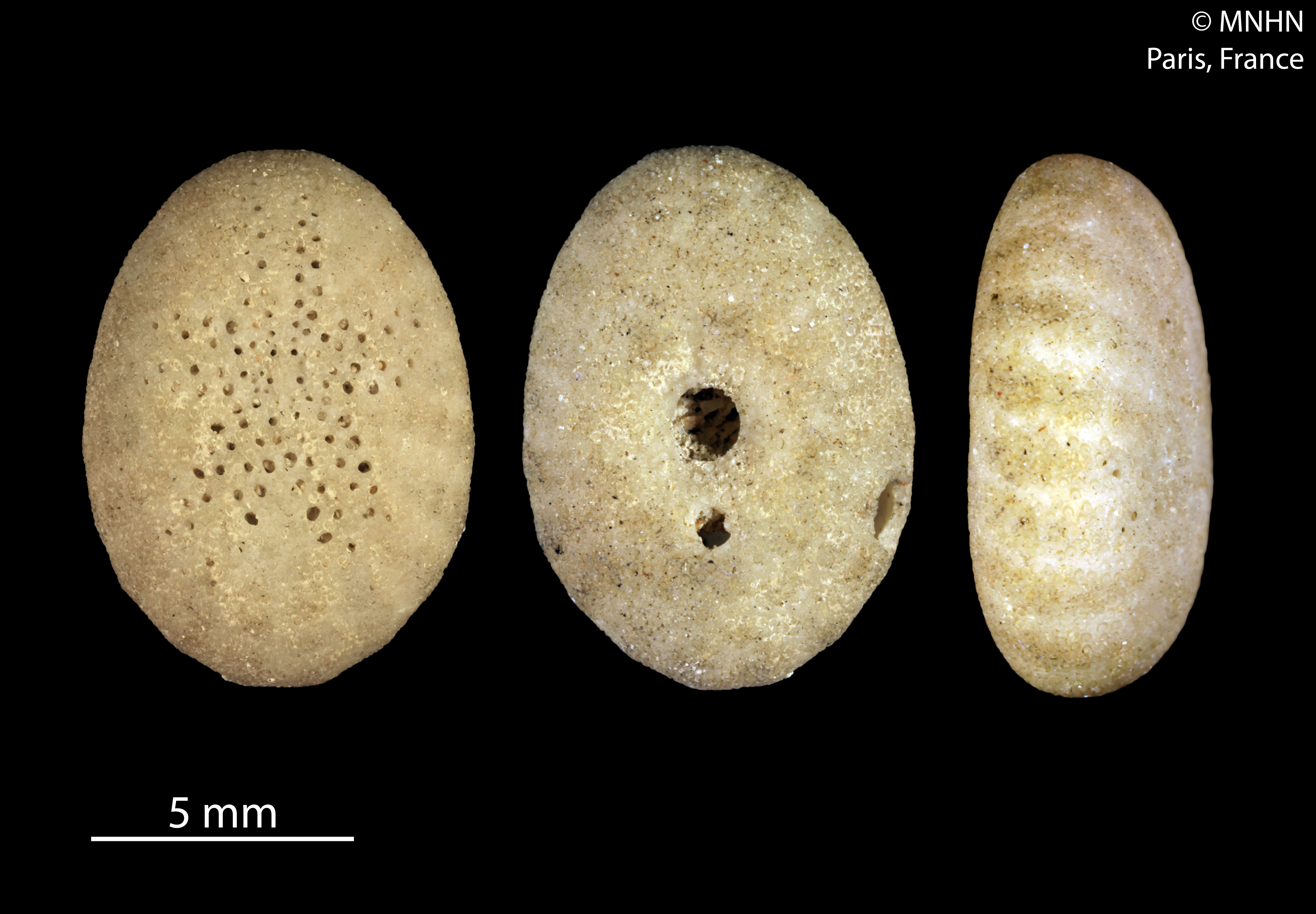
Fibulariella volva
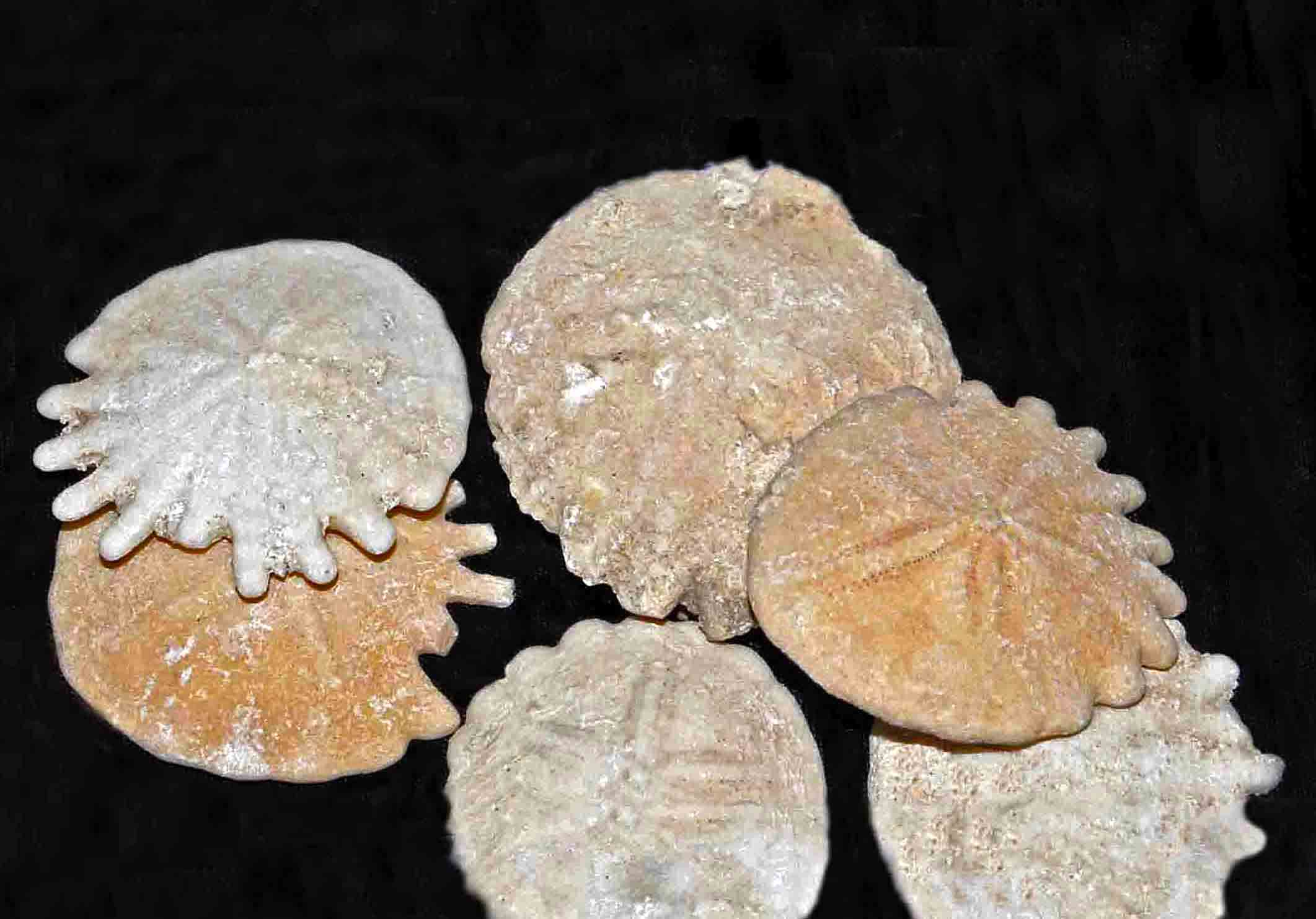
Différents spécimens du genre Heliophora (Pliocène).
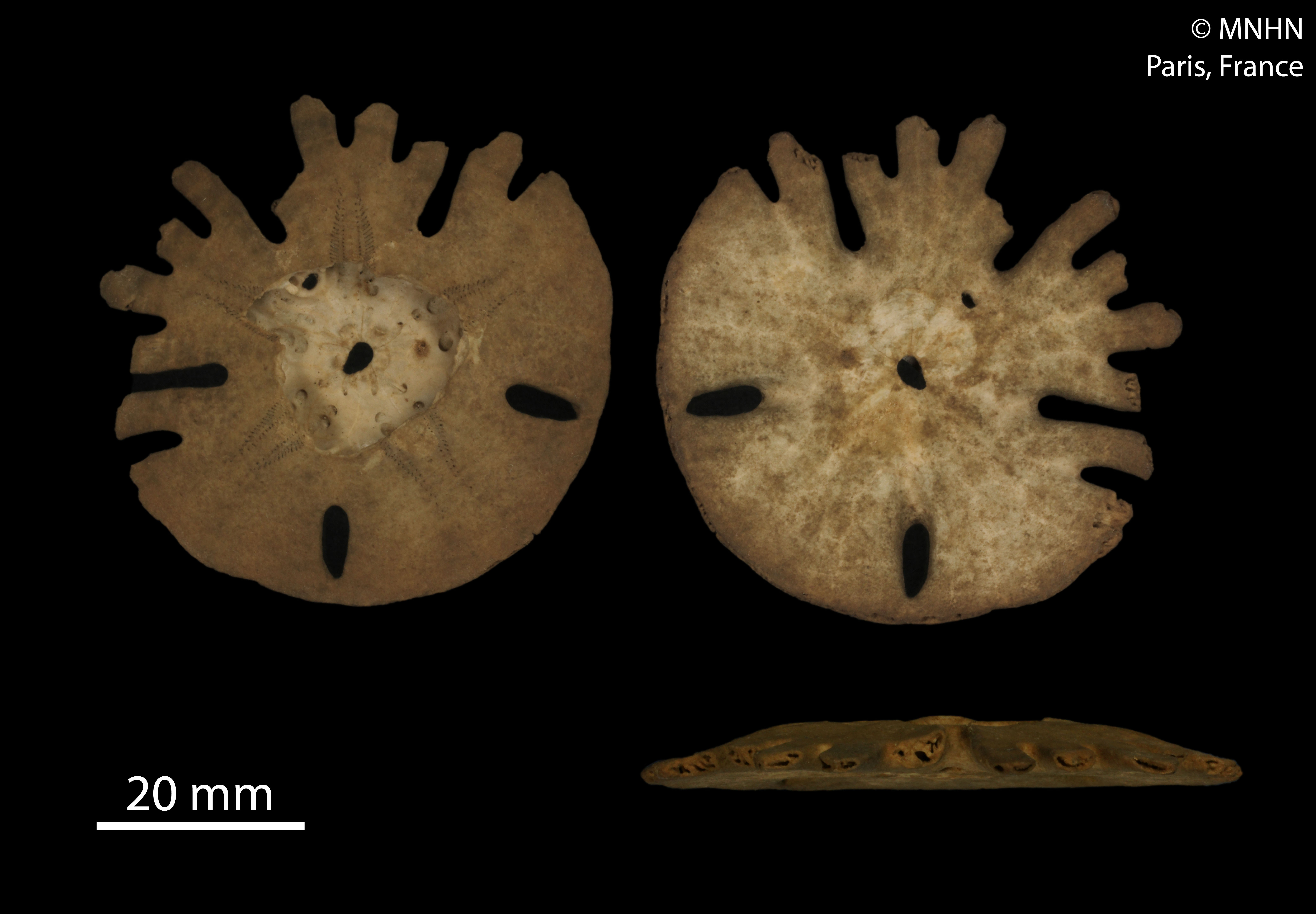
Rotula deciesdigitatus (MNHN).